# Hales Brook and Sippican River
Hales Brook and Sippican River ist ein 322 Acres (1,3 km²) großes Naturschutzgebiet bei der Stadt Marion im Bundesstaat Massachusetts der Vereinigten Staaten von Amerika, das von der Organisation The Trustees of Reservations verwaltet wird.

## Schutzgebiet
Durch das im Jahr 2014 eingerichtete Schutzgebiet führen 2,5 mi (4 km) Wanderwege, die Besucher entlang des Hales Brook und des Sippican River durch Kiefern- und Eichenwälder sowie verschiedene Feuchtgebiete leiten. Aufgeständerte Holzwege ermöglichen die Betrachtung von aufragenden Felsformationen (sog. Aufschlüssen) aus nächster Nähe. Ein vor kurzem auf die Trustees übertragenes Wegerecht erlaubt die Anbindung des Schutzgebiets East Over Reservation an den Hathaway Pond und an die Stadt Rochester. Die Fertigstellung dieser Ergänzung des Schutzgebiets Hales Brook and Sippican River um weitere 1 mi (1,6 km) Wanderwege ist für 2014 vorgesehen.